# 兵庫 (名古屋市)
兵庫（ひょうご）は、愛知県名古屋市緑区の地名。現行行政地名は兵庫一丁目及び兵庫二丁目。住居表示未実施。

## 地理
名古屋市緑区の北東部に位置し、東に藤塚、西と南西に亀が洞、南東に鏡田、北に神の倉と接する。

## 歴史

### 町名の由来
鳴海町の小字名「兵庫」に由来する。字名「兵庫」は、古くは「兵庫廻間」と呼ばれたという。「廻間」とは山に挟まれた谷の意である。古代律令制の時代に兵器庫の管理を行う兵庫寮が置かれこれに由来する地名が全国各地に残るというが、当地に兵庫寮はなく、他の地域から伝来した地名であると推測されている。なお緑区に隣接する愛知郡東郷町にも同様の地名が残っており、東郷町によれば「兵庫」とは「兵糧庫」のことで収穫の多い良田の意であるという。

### 沿革
- 2002年（平成14年）8月24日 - 緑区兵庫一丁目が鳴海町字赤松・字亀ヶ洞・字熊ノ前・字兵庫の各一部及び神の倉四丁目の一部により、同区兵庫二丁目が鳴海町字鏡田・字兵庫の各一部によりそれぞれ成立する[1]。

## 世帯数と人口
2019年（平成31年）3月1日現在の世帯数と人口は以下の通りである。
| 丁目       | 世帯数  | 人口    |
| ---------- | ------- | ------- |
| 兵庫一丁目 | 365世帯 | 1,018人 |
| 兵庫二丁目 | 187世帯 | 479人   |
| 計         | 552世帯 | 1,497人 |

### 人口の変遷
国勢調査による人口の推移
| 2005年（平成17年） | 1,192人 | [ 9 ]  |  |
| 2010年（平成22年） | 1,276人 | [ 10 ] |  |
| 2015年（平成27年） | 1,424人 | [ 11 ] |  |

## 学区
市立小・中学校に通う場合、学校等は以下の通りとなる。また、公立高等学校に通う場合の学区は以下の通りとなる。
| 丁目       | 番・番地等 | 小学校                 | 中学校                 | 高等学校 |
| ---------- | ---------- | ---------------------- | ---------------------- | -------- |
| 兵庫一丁目 | 全域       | 名古屋市立熊の前小学校 | 名古屋市立神の倉中学校 | 尾張学区 |
| 兵庫二丁目 | 全域       | 名古屋市立熊の前小学校 | 名古屋市立神の倉中学校 | 尾張学区 |

## 施設
- 名古屋市営バス緑営業所

## その他

### 日本郵便
- 郵便番号 : 458-0802[4]（集配局：緑郵便局[14]）。